# アルカエオグロブス綱
アルカエオグロブス綱（-こう、Archaeoglobi。アーケオグロバス綱）は、ユーリ古細菌に属す超好熱菌の1綱である。
2009年現在、Archaeoglobus、Ferroglobus、Geoglobusの1目1科3属が知られている。典型的な古細菌と同じように、いずれも形態は1μm前後の不定型の球菌で、多数の鞭毛を備えており運動能力を持つ。表層はS層と呼ばれる糖たんぱく複合体の細胞壁によって覆われている。3属とも属名に-globusが付いているが、これはラテン語で球を意味しており、その丸い形態に因んだものである。
分布は地上では限られている。至適増殖温度は85°C前後、生育温度は最低でも60°Cと高いため、深海の熱水噴出口など嫌気性の熱水環境に分布している。深い油田中からも分離されるため、地下生物圏の一部を構成している可能性もある。これらの環境でアルカエオグロブス綱に属す生物は、有機物や水素、硫化水素、第一鉄などを硫酸塩、硝酸塩、第二鉄などで嫌気的に酸化することによって増殖する。系統的にメタン生成菌に近く、一部の種は非常に微弱ながらもメタンを生成する。